# Juan D'Arienzo
Juan D'Arienzo (Buenos Aires, 14 dicembre 1900 – Buenos Aires, 14 gennaio 1976) è stato un musicista di tango argentino, chiamato anche "El Rey del Compás" (Re del ritmo).
Verso la fine degli anni '30 D'Arienzo riportò in auge il tango argentino che era caduto in una crisi profonda: ritornando al 2/4 che caratterizzava la musica della "guardia vieja" ottenne il favore dei ballerini ed un successo clamoroso, tanto da inaugurare quella che è definita "la epoca de oro" del tango. È considerato un tradizionalista, anche se utilizzò molti arrangiamenti moderni e soluzioni strumentali innovative. A capo della sua Orquesta Tipica Juan D'Arienzo incise centinaia di brani che lo resero uno dei più famosi ed amati direttori di tutti i tempi.
A Buenos Aires, la sua musica è suonata molto frequentemente nelle milonghe in quanto le sue incisioni molto ritmate e veloci erano studiate appositamente per il ballo. Tra le opere di D'Arienzo spiccano anche molte milonghe e tanghi vals veloci.
Alla sua morte nel 1976, Juan D'Arienzo fu sepolto a nel cimitero della Chacarita di Buenos Aires.